# Archanhelśke (obwód doniecki)
Archanhelśke (ukr. Архангельське) – wieś na Ukrainie, w obwodzie donieckim, w rejonie pokrowskim, w hromadzie Oczeretyne. W 2001 liczyła 285 mieszkańców. Od 5 maja 2024 pod okupacją rosyjską.